# Arte tumular

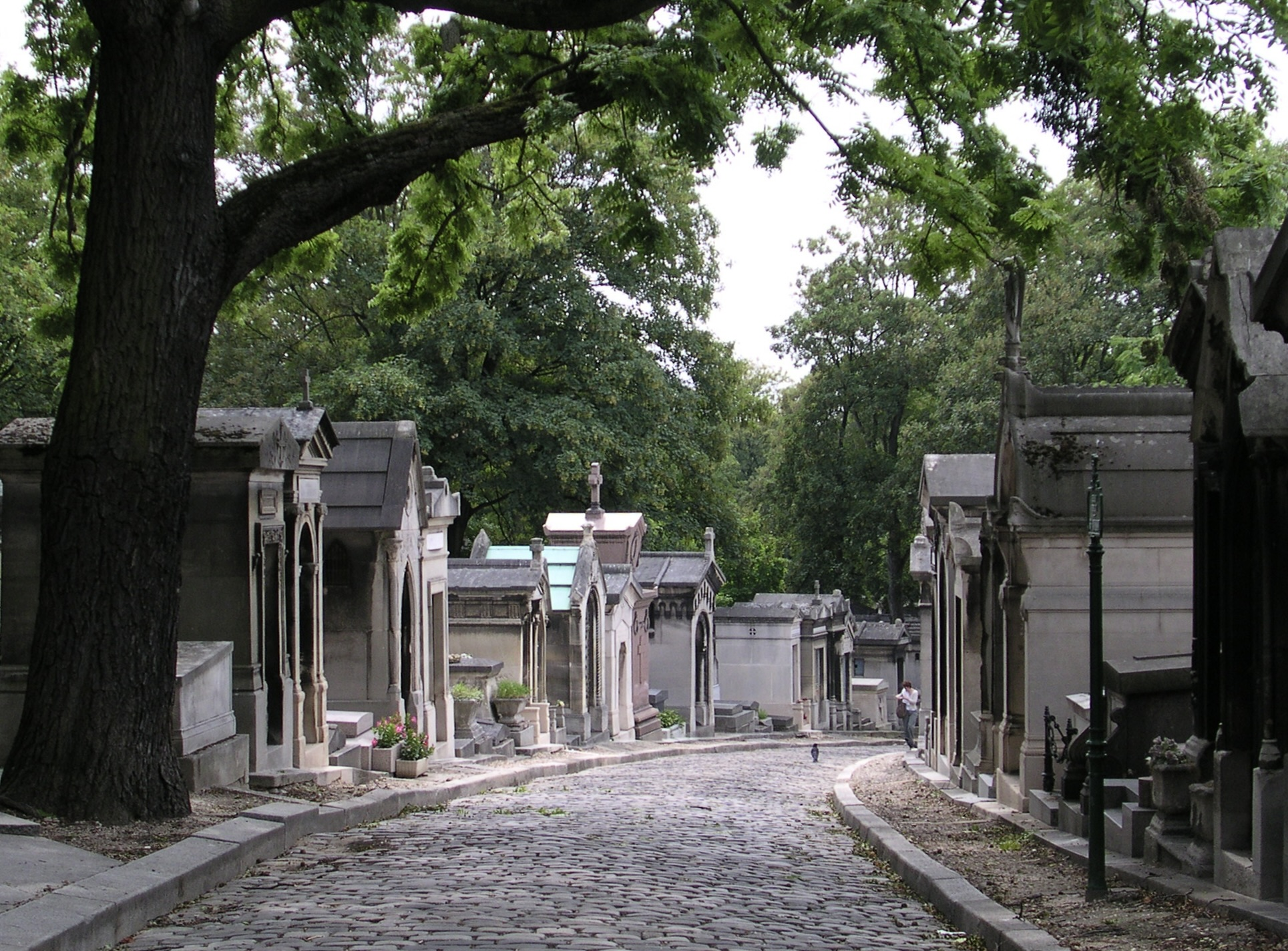
Uma rua do cemitério do Père-Lachaise, em Paris

Arte tumular ou arte funerária, é um termo usado para designar obras feitas para permanecerem em cima ou envolverem as sepulturas nos cemitérios e igrejas. É uma forma de representação que está ligada à cosmovisão de determinado contexto histórico, ideológico ou socioeconômico. Interpretando a vida e a morte. Essa interpretação pode ser feita através de um conjunto de símbolos ou de uma obra narrativa, utilizando-se materiais variados como o mármore, o granito, o ferro fundido e o bronze.
A arte tumular atingiu seu apogeu nos séculos XVIII e XIX, sendo hoje menos utilizada em virtude do avanço do cemitério-jardim.

## Simbologia
No caso dos símbolos, a representação remete a um significado diferente do objeto construído e colocado no túmulo, como, por exemplo, uma tocha com fogo, que remete à purificação da alma após a morte, ou seja, a tocha tem seu significado real transformado em um símbolo de purificação.
Com relação à obra narrativa o significado dos objetos construídos é literal e não metafórico, como no caso de muitos imigrantes que têm suas epopeias narradas desde a partida da terra natal com o navio até o final da vida como industrial no Brasil.
Nessas duas formas de representações podemos distinguir duas linhas: a nobreza e a burguesia industrial; a primeira utilizava mais o símbolo aliado a seus brasões e a segunda tinha a necessidade de demonstrar a sua importância através da suntuosidade.

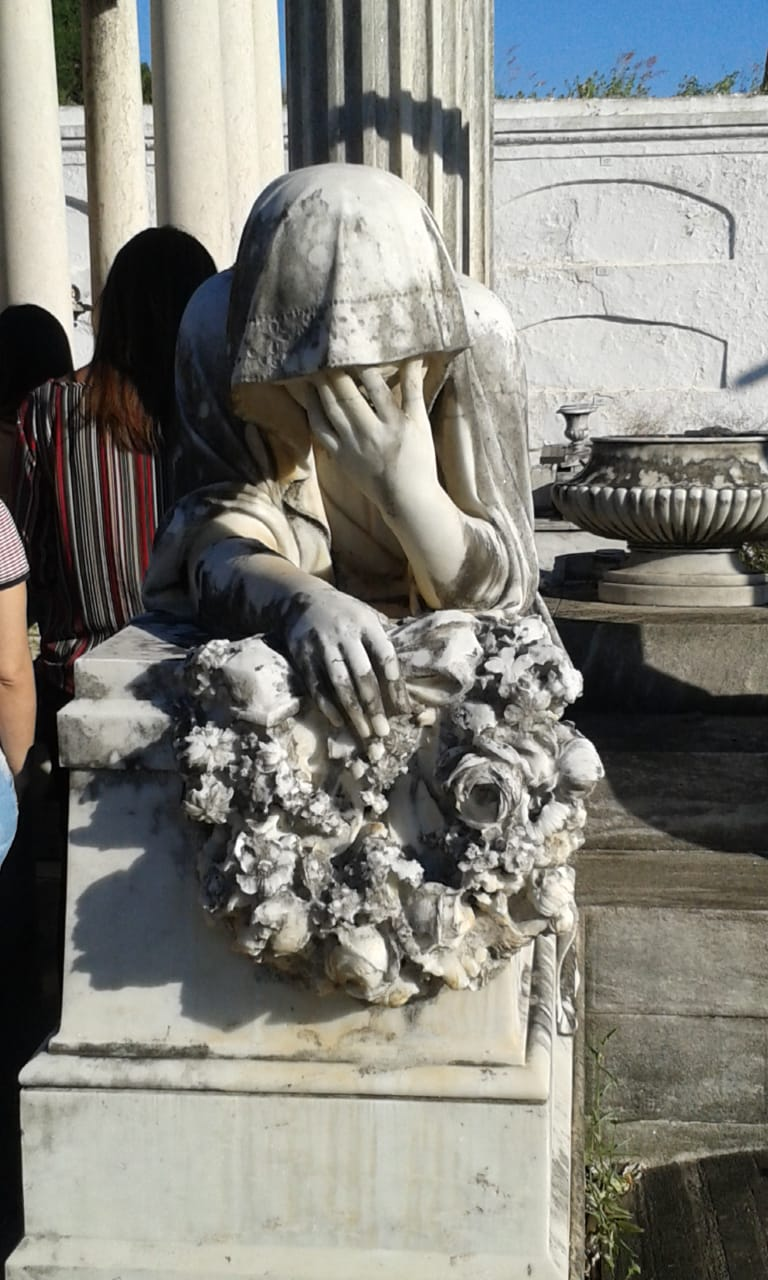
Arte tumular: Cemitério do Caju, Campos dos Goytacazes

- Arte tumular: Cemitério do Caju, Campos dos GoytacazesMaterial: antigamente era usado o mármore de Carrara. Cada vez mais raro, passou a ser substituído pelo mármore comum, granito ou bronze;
- Pietá: a escultura de Maria com Jesus recém crucificado nos braços representa o desejo de que a alma seja bem recebida;
- Anjos: É o que cuida da alma da pessoa e garantirá também uma boa travessia. Muitas vezes são representados mais eroticamente na forma de mulheres voluptuosas ou com aspectos mais andróginos.[1] Anjo que aponta: quando a mão indica o céu, significa que o falecido era considerado uma pessoa boa e espera-se que ela vá direto para o paraíso. Anjo pensativo: quando o anjo está pensativo, com a mão no queixo, significa que está refletindo sobre a vida do falecido e não existe certeza sobre a absolvição de seus atos em vida;
- Anjinhos e crianças: Presentes em túmulos de crianças ou natimortos. As balinhas e brinquedos são deixadas como homenagens ao falecido vez ou outra. Botões de rosa também são usados nesses casos de mortes prematuras;
- Guirlanda: simboliza o triunfo da vida sobre a morte;
- Pata do felino: patas esculpidas nas quinas, são usadas para lembrar que o falecido era o responsável pelo sustento da família;
- Coluna partida: representa o túmulo do último membro de uma família tradicional;
- Escada: intervalada em degraus finos e largos, representa a vida de altos e baixos que o morto teve;
- Cruz: representa a interseção do plano material com o transcendental em seus eixos perpendiculares;[2]
- Vaso: geralmente representado vazio, representa o corpo separado da alma;[2]
- Ampulheta: remete à utilização e fim do tempo de vida terrestre, e seu reinício em outro plano;[2]
- Globo: remete à utilização e fim do tempo de vida terrestre;[2]
- Flores, folhas e frutos: representam a vitória da alma humana sobre o pecado e a morte. São associados com frequência à nobreza, à beleza e à precocidade;[2]
- Crisântemo: É a margarida dos mortos. As flores também são usadas para serem uma representação de nós que nascemos, florescemos e morremos como as flores.
- Coroa de flores: É a concretização do círculo da vida até a morte;[1]
- Mulher velada: É uma alegoria do luto, da saudade ou da tristeza. Pode representar a viúva sentindo a morte do amado ou apenas a dor da ausência do falecido. Muitas vezes estão com um véu cobrindo o rosto;[1]
- Chama acesa: Simboliza a imortalidade, algo que não irá se apagar nem com a chegada da morte;
- Simbologia cristã: A via crucis de Jesus Cristo, Maria chorando pela morte do filho. Tudo isso é uma forma de mostrar a devoção, já que grande parte dos jazigos são de famílias cristãs. No Brasil há uma preferência pela Nossa Senhora Aparecida por causa da localização;
- Caveira: É um clássico do século XIX, segundo Vanessa Beatriz. É o Memento Mori ("lembre-se de que você vai morrer"), ou seja, nós que aqui estamos por vós esperamos;[1]
- Cobra: Símbolo da medicina que foi usado para homenagear a morte de um médico;[1]
- Galo: É um animal do amanhecer que espanta a escuridão e que anuncia um novo dia, uma nova vida;[1]
- Papoula: Flor do sono e da morte, é a planta que dá o ópio e pode simbolizar o esquecimento da dor;[1]
- Oferendas: Não é necessariamente parte da arte tumular, mas representa um patrimônio imaterial brasileiro. É onde o sincretismo encontra um espaço para se concretizar;[1]
- Família unida representada nos jazigos: Mostra que houve uma união familiar forte. Se as mulheres estão segurando filhos também é um símbolo de fertilidade;[1]
- Portas, Cristo abrindo uma porta ou indicando uma abertura: É a passagem da vida para a morte, mostrando que a morte não é apenas o fim mas também o começo, uma travessia;[1]
- Fotografias: São a alternativa mais barata para famílias que não podem pagar por esculturas. Muitas fotografias tumulares são a única que o falecido tirou em vida, dependendo da época. O gosto pelo retrato fotográfico demonstra tanto uma nova cultura da época, quanto uma forma mais acessível de se registrar visualmente o rosto do defunto. É assim que vemos vários retratos diminutos engastados em molduras de porcelana. A memória se readéqua ao gosto fotográfico;[1]
- Cruz de madeira com raízes fincadas na terra: A fé cristã consolidada que surge da terra onde estão os restos da pessoa enterrada.
- Rosa: É a pureza e também representa o caminho espinhoso traçado durante a vida até a glória maior;
- Urna funerária: É a separação do corpo e do espírito, mostra que há uma custódia desse corpo velado e passa a mensagem de segurança.
- Alpha e ômega: é o começo e o fim representado pela primeira e a última letra do alfabeto grego;
- Borboleta: Ressurreição;
- Esfinges: Os egípcios davam grande importância à morte, então é uma forma de prestar respeito à morte sem necessariamente recorrer à simbologia cristã;
- Bigorna: É a forja do universo, representa a construção do universo e que tudo pertence a ele. Também pode ser usada por famílias ligadas à indústria;
- Sol: Vida nova, luz;
- Coração: Significa saudades, amor;
- XP: É o Chi Ro, símbolo de Cristo usado desde os primeiros anos da Era Cristã.

## Simbologia dos túmulos românticos emPortugal
Embora os símbolos usados na arte tumular sejam, muitas vezes, comuns a outras artes, essa simbologia utilizada nos túmulos só pode ser interpretada correctamente tendo em conta a época e o contexto social e cultural em que foram utilizados, pelo que, qualquer chave de interpretação pré-definida, pode redundar em conclusões erradas. Assim, nos túmulos erguidos nos cemitérios portugueses durante o Romantismo, os símbolos mais utilizados foram determinadas flores e coroas vegetalistas, figuras alegóricas (nomeadamente as que representavam virtudes cristãs), certos animais (como o cão, para demonstrar fidelidade), a cruz (como símbolo da fé cristã), tochas invertidas, ampulhetas e génios da morte (inspirados nos túmulos da Antiguidade Clássica), anjos (de diversos tipos), entre muitos outros.